# Diocesi di Capsa
La diocesi di Capsa (in latino Dioecesis Capsitana) è una sede soppressa e sede titolare della Chiesa cattolica.

## Storia
Capsa, identificabile con Gafsa nell'odierna Tunisia, è un'antica sede episcopale della provincia romana di Bizacena.
Sono sei i vescovi documentati di Capsa. Donatulo prese parte al concilio di Cartagine convocato il 1º settembre 256 da san Cipriano per discutere della questione relativa alla validità del battesimo amministrato dagli eretici, e figura al 69º posto nelle Sententiae episcoporum. Donatulo fu destinatario di una lettera di Cipriano.
Fortunaziano prese parte al concilio cartaginese del 345/348 indetto dall'arcivescovo Grato  e il suo nome figura al 3º posto nella lista dei vescovi redatta negli atti conciliari.
Quintasio partecipò al concilio di Cabarsussi, tenuto nel 393 dai massimianisti, setta dissidente dei Donatisti, e ne firmò gli atti; i massimianisti sostenevano la candidatura di Massimiano sulla sede di Cartagine, contro quella di Primiano.
Alla conferenza di Cartagine del 411, che vide riuniti assieme i vescovi cattolici e donatisti dell'Africa romana, presero parte il cattolico Fortunato e il donatista Celere.
Ultimo vescovo noto di Capsa è Vendemiale o Vindemiale, il cui nome figura al 60º posto nella lista dei vescovi della Bizacena convocati a Cartagine dal re vandalo Unerico nel 484. Secondo la Passio septem monachorum, Vendemiale subì il martirio nel monastero di Capsa il 2 luglio dello stesso anno. Di lui parla anche Gregorio di Tours nella sua Historia. Questo vescovo è ricordato nel Martirologio Romano il 2 maggio.
Fonti arabe attestano l'esistenza di una comunità cristiana a Capsa nel XII secolo dove si parlava un dialetto di origini latine.
Dal XIX secolo Capsa è annoverata tra le sedi vescovili titolari della Chiesa cattolica; la sede è vacante dal 30 luglio 2025.

## Cronotassi

### Vescovi residenti
- Donatulo † (menzionato nel 256)
- Fortunaziano † (menzionato nel 345/348)
  - Quintasio † (menzionato nel 393) (vescovo donatista)
- Fortunato † (menzionato nel 411)
  - Celere † (menzionato nel 411) (vescovo donatista)
- San Vendemiale † (? - 2 luglio 484 deceduto)

### Vescovi titolari
- Joseph Francis Marie Sweens, M.Afr. † (1º gennaio 1910 - 12 aprile 1950 deceduto)
- Alfredo Verzosa y Florentin † (25 febbraio 1951 - 27 giugno 1954 deceduto)
- Charles Garrett Maloney † (30 dicembre 1954 - 2 febbraio 1995 nominato vescovo titolare di Bardstown)
- Adalberto Paulo da Silva, O.F.M.Cap. † (24 maggio 1995 - 30 luglio 2025 deceduto)